# Municipio de Jefferson (condado de Cedar)
El municipio de Jefferson (en inglés: Jefferson Township) es un municipio ubicado en el condado de Cedar en el estado estadounidense de Misuri. En el año 2010 tenía una población de 750 habitantes y una densidad poblacional de 5,73 personas por km².

## Geografía
El municipio de Jefferson se encuentra ubicado en las coordenadas 37°43′1″N 93°40′26″O / 37.71694, -93.67389. Según la Oficina del Censo de los Estados Unidos, el municipio tiene una superficie total de 130.97 km², de la cual 129,28 km² corresponden a tierra firme y (1,29 %) 1,69 km² es agua.

## Demografía
Según el censo de 2010, había 750 personas residiendo en el municipio de Jefferson. La densidad de población era de 5,73 hab./km². De los 750 habitantes, el municipio de Jefferson estaba compuesto por el 97,2 % blancos, el 0,27 % eran afroamericanos, el 0,4 % eran amerindios, el 0,27 % eran de otras razas y el 1,87 % eran de una mezcla de razas. Del total de la población el 0,93 % eran hispanos o latinos de cualquier raza.